# Beefsteak
Als Beefsteak [ˈbiːfsteːk] (von englisch beef ‚Rindfleisch‘) werden Scheiben aus dem Muskelfleisch des Rindes bezeichnet, unter anderem aus dem Filet, aus dem Roastbeef und aus der Hüfte (Schwanzstück) oder aus Hackfleisch.

## Beefsteak aus magerem Fleisch

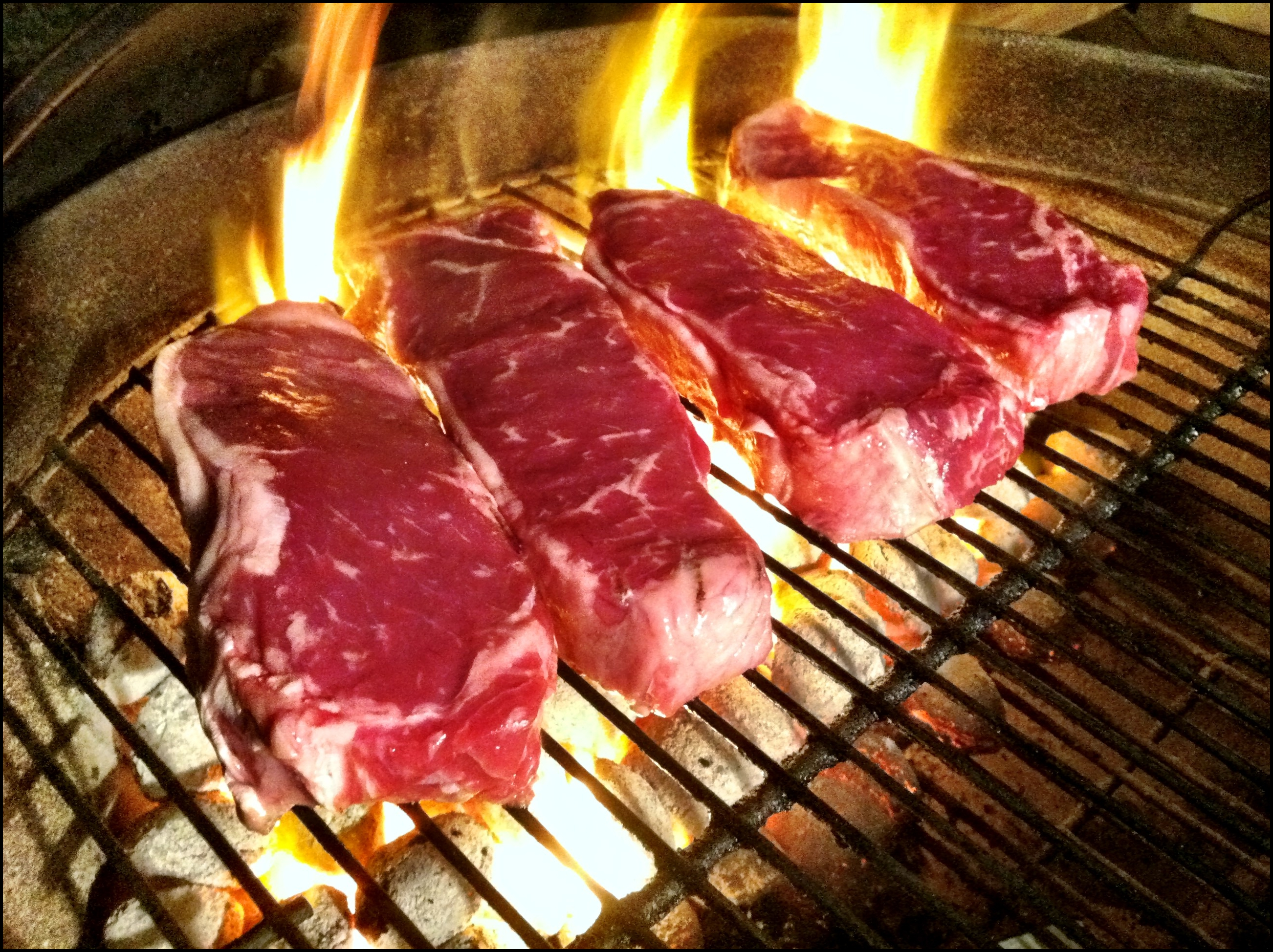
Beefsteak

Der Philosoph Roland Barthes widmete sich 1957 in einem seiner berühmtesten Aufsätze dem Beefsteak (frz. bifteck) mit Pommes frites in seiner Eigenschaft als französischem Nationalgericht: In allen sozialen Schichten gleichermaßen beliebt, sei es wie der Wein „ein französisches Gut (eingeschränkt allerdings heute durch die Invasion des amerikanischen Steaks)“. „Wie beim Wein gibt es keine aufgezwungene Ernährung, die den Franzosen nicht von seinem Beefsteak träumen ließe. Kaum ist er im Ausland, meldet sich bei ihm die Sehnsucht danach. Das Beefsteak wird hier mit einer zusätzlichen Tugend, der Eleganz, geschmückt, denn bei der offenkundigen Kompliziertheit der exotischen Küche etwa ist es eine Nahrung, die, wie man glaubt, Saftigkeit mit Simplizität vereint.“ Wie der Wein sei das Beefsteak ferner Ausdruck und Bestandteil einer archaischen „Blutmythologie“, es sei „das Herz des Fleisches, das Fleisch im Reinzustand, und wer es zu sich nimmt, assimiliert die Kräfte des Rindes“. „Ganz offenkundig beruht das Prestige des Beefsteaks auf seinem fast rohen Zustand: das Blut ist sichtbar, natürlich, dicht, kompakt und zugleich schneidbar“, und so vor allem auch „das Fleisch des französischen Soldaten“.
Bereits 1845 wurde „Beefsteak vom Filet“ so beschrieben, dass es nur blutig gebraten korrekt sei:

„Der Mürbebraten, der hierzu verwendet wird, darf nicht zu alt geschlachtet sein. Man schneidet ihn in zweifingerdicke Scheiben und klopft diese mit einem runden Klopfholz. Danach werden sie mit Pfeffer und Salz bestreut, gleich darauf in kreischende Butter gelegt und auf raschem Feuer offen gebraten. Man läßt die Stücke ruhig liegen, bis sich oben etwas Blut zeigt, dann werden sie, ohne hineinzustechen, mit einem Messer umgewendet und weiter gebraten, wobei man sie fleißig befüllt, bis die untere Seite braun ist. Alsdann werden sie noch einmal umgewendet und die zweite Seite gebraten. Läßt man sie länger braten, so werden sie trocken und hart.“

## Garstufen
| Deutsch                 | Französisch                    | Englisch        | Kerntemperatur  | Beschreibung |
| ----------------------- | ------------------------------ | --------------- | --------------- | --- |
| stark blutig, roh, blau | bleu, cru                      | blue, rare, raw | ≤ 45 °C         | Das Fleisch ist innen roh. Es hat eine braune, dünne Kruste und gibt auf Druck stark nach. Der austretende Fleischsaft ist rot. Die Proteine sind kurz vor der Denaturierung. Fingerdruckprobe: Das Fleisch ist vollständig elastisch und hat keine feste Konsistenz.                                                      |
| blutig, englisch        | saignant                       | rare, underdone | 48 – 52 °C      | Das Fleisch ist im Kern noch leicht blutig und nach außen hin rosa. Es hat eine braune, knusprige Kruste. Der Kern ist circa 75 % rot. Fingerdruckprobe: Das Fleisch ist weitgehend elastisch und hat geringe feste Konsistenz.                                                                                            |
| hellrosa, rosa          | à point, anglaise              | medium rare     | 53 – 60 °C      | Das Fleisch ist innen durchgehend rosa, gibt auf Druck nach und hat eine braune, knusprige Kruste. Typische Garstufe für Rindersteaks. Der Kern ist circa 50 % rot. Fingerdruckprobe: Das Fleisch ist schwach elastisch und hat festere Konsistenz.                                                                        |
| halb durch              | légèrement rosé, demi-anglaise | medium          | 60 – 65 °C      | Das Fleisch hat nur noch einen leichten rosa Kern, der Fleischsaft ist rosa. Fingerdruckprobe: Das Fleisch ist kaum elastisch und hat fast feste Konsistenz. |
| halb durch              | cuit                           | medium well     | 65 – 69 °C      | Das Fleisch hat nur noch einen leichten rosa Kern, der Fleischsaft ist rosa. Fingerdruckprobe: Das Fleisch ist kaum elastisch und hat fast feste Konsistenz. |
| durch                   | bien cuit                      | well done       | 70 °C und höher | Das Fleisch ist vollständig durchgebraten. Diese Garstufe ist bei mikrobiell anfälligen Lebensmitteln wie z. B. Geflügel aus hygienischen Gründen unbedingt erforderlich. Steaks vom Rind oder Lamm werden in dieser Garstufe trocken und zäh. Fingerdruckprobe: Das Fleisch ist nicht elastisch und hat feste Konsistenz. |

## Beefsteak aus Hackfleisch

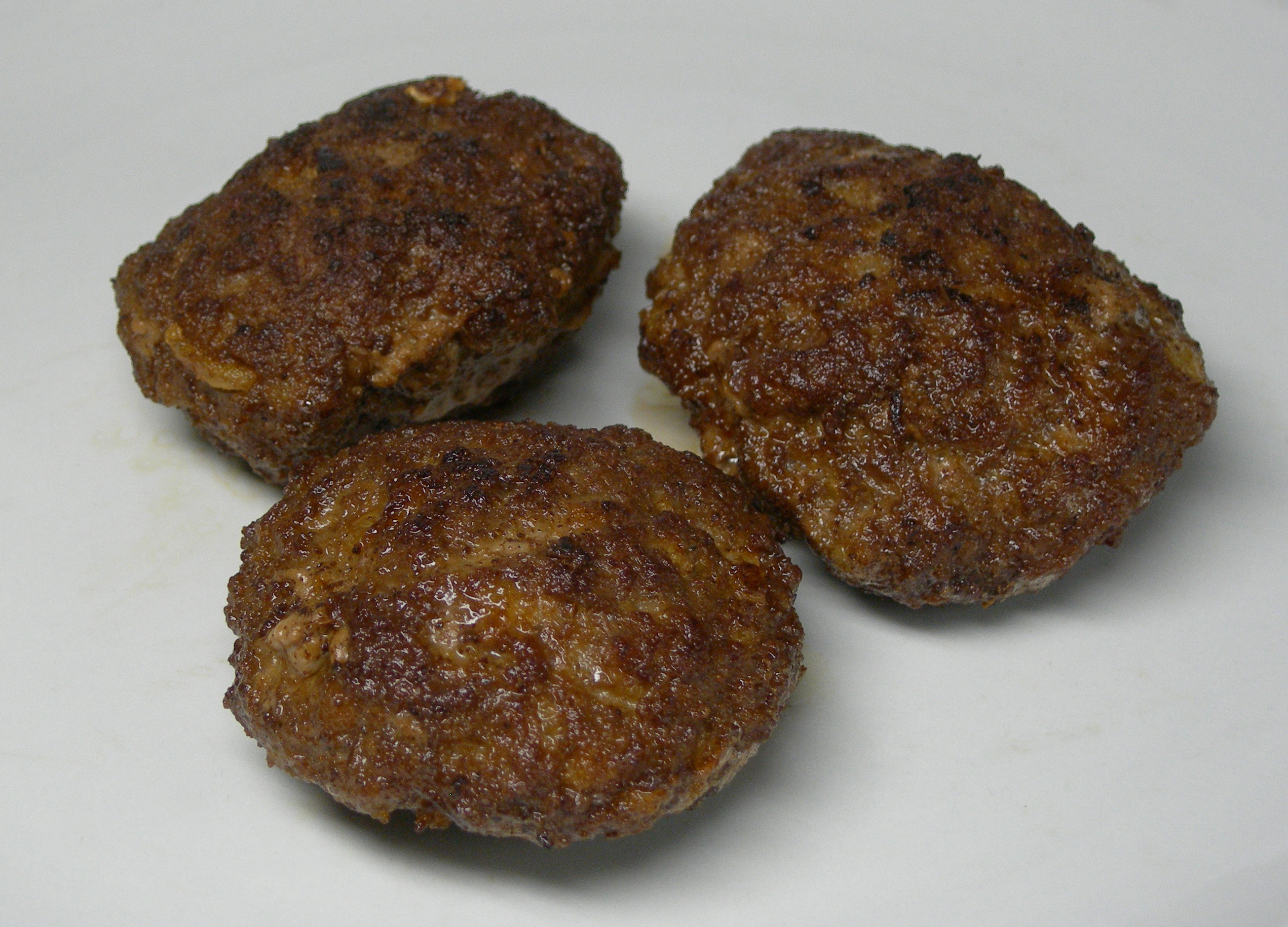
Beefsteak ([ˈbɛfʃdɛk])

Auch Gerichte aus Hackfleisch vom Rind werden Beefsteak genannt, so das rohe Beefsteak tatar und das Deutsche Beefsteak (Hackbeefsteak), eine größere, flache Hackfleischscheibe aus Rindfleisch. Teilweise wird die Bezeichnung Beefsteak in dieser Bedeutung auch als (gehobenes) Synonym für Frikadelle, B(o)ulette etc. genutzt und schließt dann Erzeugnisse aus gebratenem Schweinehackfleisch oder gemischtem Hackfleisch mit ein.
Im Jahr 1845 wurde „Beefsteak von gehacktem Fleisch; deutsche Beefsteaks“ wie folgt beschrieben:

„Man kauft hierzu entweder gutes gehacktes Fleisch, sogenanntes Schabefleisch, beim Schlächter, oder man drückt selbst schieres mageres Fleisch, das ganz frisch sein muß, zweimal durch die Fleischhackmaschine, wobei man alles Häutige und Sehnige entfernt. Hierauf vermischt man das Fleisch mit dem nötigen Salz und Pfeffer und formt es zu Beefsteaks recht glatt und reichlich einen Finger dick. Man kerbt sie auf beiden Seiten mit dem Messerrücken etwas ein und bratet sie nach voriger Nummer mit braun gemachten Zwiebeln oder, wenn der Zwiebelgeschmack gescheut wird, in gelb gemachter Butter etwa 10 Min. auf beiden Seiten. Ganz vorzüglich werden die Beefsteaks, wenn man auf ½ kg Rindfleisch 50-75 g fein gewiegten Nierentalg oder rohes, fettes Schweinefleisch gibt; auch ein Ei, dessen Weißes man zu Schnee schlägt, und ein wenig in Wasser eingeweichtes und wieder ausgedrücktes Weißbrötchen machen die Beefsteaks recht locker.“

Von Henriette Davidis wurde auch bereits „Rohes Beafsteak oder Beefsteak à la tartare“ erwähnt.